# Seznam venezuelskih pisateljev
Seznam venezuelskih pisateljev.

## F
- Rufino Blanco Fombona

## G
- Rómulo Gallegos

## M
- Guillermo Meneses

## P
- Arturo Uslar Pietri

## S
- Miguel Otero Silva

## Z
- Carlos J. Peñaloza Zambrano